# A WikiLeaks-botrány
A WikiLeaks-botrány (eredeti cím: The Fifth Estate) 2013-ban bemutatott életrajzi filmthriller, amelyet Bill Condon rendezett a WikiLeaks híreket kiszivárogtató weboldalról. A forgatókönyvet Josh Singer írta, részben Domscheit-Berg Inside WikiLeaks: My Time with Julian Assange at the World's Most Dangerous Website (2011) című könyve, valamint David Leigh és Luke Harding brit újságírók WikiLeaks: Inside Julian Assange's War on Secrecy (2011) című könyve alapján. A főbb szerepekben Benedict Cumberbatch és Daniel Brühl látható, akik Julian Assange és Daniel Domscheit-Berg-et alakítják. Egyéb, fontosabb szerepekben Anthony Mackie, David Thewlis, Alicia Vikander, Stanley Tucci és Laura Linney tűnik fel.
A film a DreamWorks Pictures és a Participant Media koprodukciójában készült, világpremierje a 2013-as Torontói Nemzetközi Filmfesztiválon volt. Az Amerikai Egyesült Államokban 2013. október 18-án került mozikba a Touchstone Pictures forgalmazásában. A nemzetközi forgalmazás a Walt Disney Studios Motion Pictures, a Reliance Entertainment és a Mister Smith Entertainment között oszlott meg. Bevételi szempontból rosszul teljesített és a kritikusoktól is vegyes visszajelzéseket kapott: különösen a forgatókönyvet és a rendezést bírálták, azonban Cumberbatch színészi alakítását dicsérték.

## Cselekmény
2006-ban Daniel Domscheit-Berg és Julian Assange létrehozta a WikiLeaks weboldalt. A fiatal német hacker fokozatosan ismerte ki ausztrál kollégáját és annak összetett személyiségét, miközben oldaluk egyre népszerűbbé és hitelesebbé vált a média és a kormányok szemében.
Azzal, hogy bizalmas dokumentumokat hoztak nyilvánosságra, megingatták a világ legnagyobb hatalmait. A szigorúan bizalmas információk nyilvánosságra kerülése egy eddig ismeretlen világra derített fényt. A WikiLeaks örökre megváltoztatta a fennálló rendszert. Látványos felemelkedése során azonban új kérdések merülnek fel az ötödik hatalmi ág felelősségével kapcsolatban: vajon minden igazságot jó hallani? Megvalósítható-e a bizalmas információk terjesztése egyes személyek biztonsága és egyes államok stabilitásának rovására?

## Szereplők
| Színész              | Szerep                | Magyar hang       |
| -------------------- | --------------------- | ----------------- |
| Benedict Cumberbatch | Julian Assange        | Fekete Ernő       |
| Daniel Brühl         | Daniel Domscheit-Berg | Hamvas Dániel     |
| Anthony Mackie       | Sam Coulson           | Előd Álmos        |
| David Thewlis        | Nick Davies           | Mészáros Máté     |
| Moritz Bleibtreu     | Marcus                | Karácsonyi Zoltán |
| Alicia Vikander      | Anke Domscheit-Berg   | Szilágyi Csenge   |
| Stanley Tucci        | James Boswell         | Harsányi Gábor    |
| Laura Linney         | Sarah Shaw            | Kiss Eszter       |
| Carice van Houten    | Birgitta Jónsdóttir   | Nemes Takách Kata |
| Peter Capaldi        | Alan Rusbridger       | Fazekas István    |
| Dan Stevens          | Ian Katz              | Welker Gábor      |
| Jamie Blackley       | Ziggy                 | Czető Roland      |
| Alexander Siddig     | Dr. Tarek Haliseh     | Jakab Csaba       |
| Philip Bretherton    | Bill Keller           | Bartók László     |
| Lydia Leonard        | Alex Lang             | Madarász Éva      |

## Filmzene
A film zenéjét Carter Burwell szerezte, a filmzene 2013. október 8-án jelent meg a Lakeshore Records kiadásában.
| 1.      | A History of Media                     | 2:33 |
| 2.      | Live                                   | 2:27 |
| 3.      | The Family                             | 1:10 |
| 4.      | The Submission Platform                | 3:02 |
| 5.      | Always (performed by Amon Tobin)       | 3:40 |
| 6.      | The Informer                           | 2:32 |
| 7.      | Face to Face                           | 1:48 |
| 8.      | The Veil of Secrecy                    | 0:46 |
| 9.      | The Next Time                          | 1:33 |
| 10.     | Never Mess With Sunday (előadja Yppah) | 4:35 |
| 11.     | The Assassination of Oscar Kingara     | 1:05 |
| 12.     | Collateral Murder                      | 4:23 |
| 13.     | Take the Fight to Them                 | 2:34 |
| 14.     | Come Alone                             | 1:26 |
| 15.     | Elephant (előadja Tame Impala)         | 3:35 |
| 16.     | The Return of Daniel                   | 1:53 |
| 17.     | We Promise to Publish in Full          | 3:31 |
| 18.     | Extraction                             | 1:58 |
| 19.     | Come Catch Me (előadja Emika)          | 4:09 |
| 20.     | The Destruction of the Platform        | 2:05 |
| 21.     | History Will Be the Judge              | 2:33 |
| 22.     | No One Will be Able to Submit          | 1:58 |
| 23.     | The Fifth Estate                       | 3:07 |
| 24.     | Asylum                                 | 3:00 |
| 1:01:23 |                                        |      |

## Bemutató
A filmet a Walt Disney Studios Motion Pictures forgalmazta világszerte a Touchstone Pictures kiadón keresztül. Kivételt jelentettek az európai, afrikai és közel-keleti területek, ahol a film jogait a Mister Smith Entertainment adta el független forgalmazóknak, köztük az Entertainment One Filmsnek az Egyesült Királyságban. A DreamWorks pénzügyi partnere, a Reliance Entertainment adta ki a filmet Indiában.
A film 2013. szeptember 5-én nyitott a Torontói Nemzetközi Filmfesztiválon.

### Médiakiadás
A Touchstone Home Entertainment 2014. január 7-én adta ki a filmet Blu-rayen és DVD-n.

## Fordítás
- Ez a szócikk részben vagy egészben  a   The Fifth Estate (film) című angol Wikipédia-szócikk fordításán alapul.  Az eredeti cikk szerkesztőit annak laptörténete sorolja fel. Ez a jelzés csupán a megfogalmazás eredetét és a szerzői jogokat jelzi, nem szolgál a cikkben szereplő információk forrásmegjelöléseként.